# Incasemidalis peruviensis
Incasemidalis peruviensis är en insektsart som beskrevs av Meinander 1972. Incasemidalis peruviensis ingår i släktet Incasemidalis och familjen vaxsländor. Inga underarter finns listade i Catalogue of Life.